# 3078 Горрокс
3078 Горрокс (3078 Horrocks) — астероїд головного поясу, відкритий 31 березня 1984 року.
Тіссеранів параметр щодо Юпітера — 3,189.

## Дивись також
- Список астероїдів (3001-3100)